# شهر بزرگ (فیلم ۱۹۶۳)
شهر بزرگ (به بنگالی: Mahanagar) فیلمی محصول سال ۱۹۶۳ و به کارگردانی ساتیاجیت رای است. در این فیلم بازیگرانی همچون مادابی موکرجی، آنیل چاترجی، جایا باچان، هاردهان باندوپدهی، ویکی ردوود ایفای نقش کرده‌اند.